# Sterling (Nutzfahrzeugmarke)

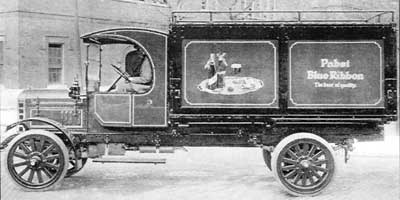
Lkw von 1918

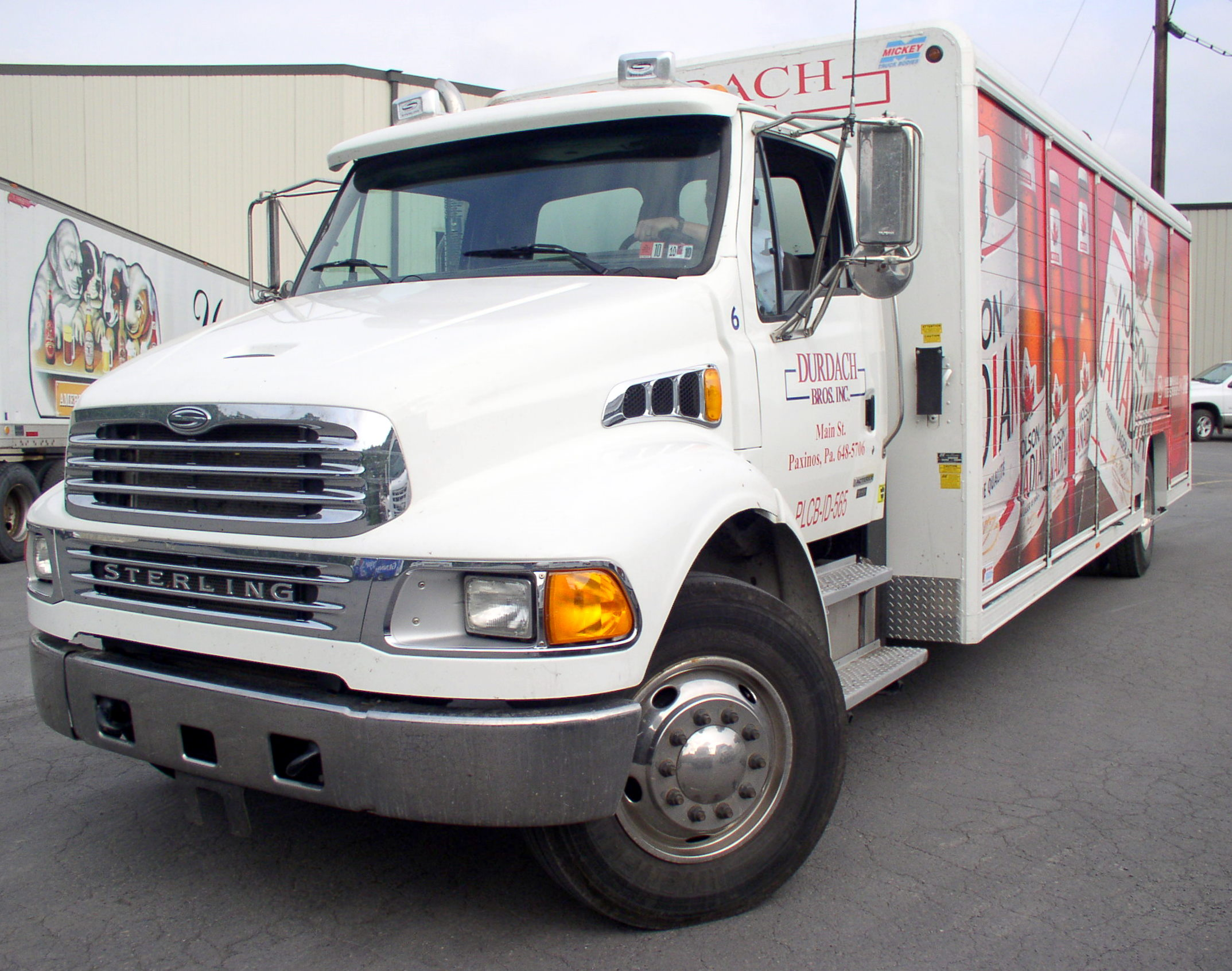
Sterling Acterra

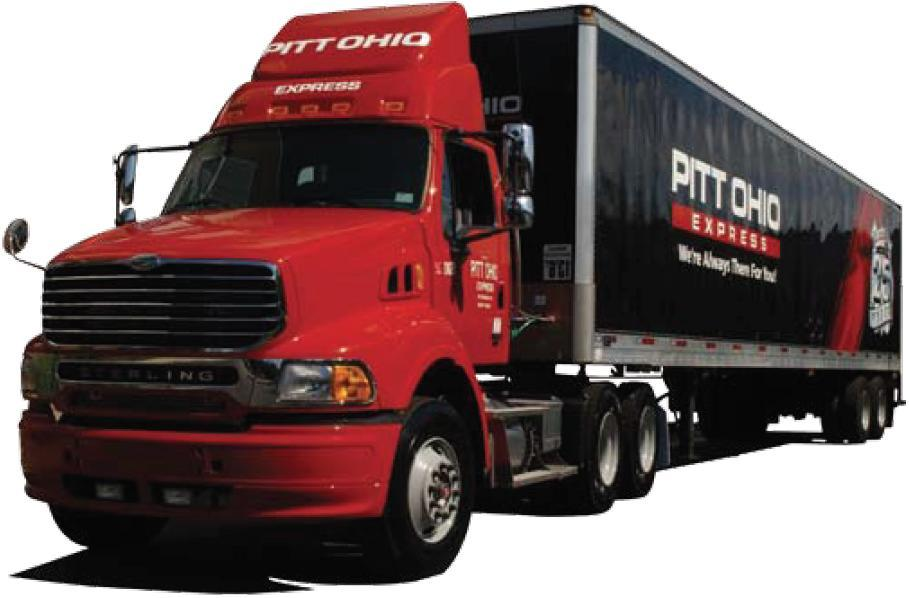
Sterling A-Line

Sterling war eine US-amerikanische Marke für Lastkraftwagen. Letzter Inhaber war die Daimler AG.

## Geschichte
Das Unternehmen Sterling Motor Truck Company wurde 1916 in Milwaukee gegründet. 1917, während des Ersten Weltkrieges, beteiligte sich Sterling zusammen mit anderen Unternehmen am Bau des Liberty Truck. Im Jahr 1932 baute Sterling Cummins-Dieselmotoren in seine Lkw ein und übernahm den Lkw-Produzenten LaFrance-Republic.
1934 folgte die Umfirmierung in Sterling Motors Corporation.
Sterling wurde 1951 von White Truck übernommen. Die Firmierung war nun Sterling Division, White Motor Co. Neuer Markenname war Sterling-White. 1952 wurde der Sitz der Division nach Cleveland in Ohio verlegt. 1953 wurde die Marke aufgegeben.
White Truck hatte bereits 1951 den Service und Verkauf von Freightliner übernommen. Von 1963 bis 1977 wurde der Doppelname White-Freightliner benutzt. Im Jahr 1981 übernahm Daimler-Benz die Freightliner Corporation.

## Daimler
1997 übernahm die zu Daimler-Benz (heute Daimler AG) gehörende Freightliner Corporation den Bereich schwerer Lkw des amerikanischen Ford-Konzerns. Eine Quelle nennt den 23. April 1997 als Gründungsdatum der Sterling Truck Corporation. Der Sitz soll sich in Redford Charter Township (Michigan) in Michigan befunden haben. Ab 1998 wurden wieder Produkte unter dem Namen Sterling vertrieben.
Am 14. Oktober 2008 teilte die Daimler AG mit, die Produktion der Marke Sterling Trucks einzustellen. Begründet wurde dieser Schritt mit der konjunkturellen Lage auf dem US-Markt. Gleichzeitig sollten zwei Werke in den USA und Kanada geschlossen werden. Dies werde rund 3500 Mitarbeiter treffen, teilte Daimler mit. Das kanadische Sterling-Werk wurde im März 2009 geschlossen. Das Sterling-Werk in den USA sollte im Juni 2010 folgen. Im September 2009 rückte Daimler von der geplanten Schließung des Sterling-Werks ab. Ein sehr großer Militärauftrag der US-Regierung hatte den Erhalt des Sterling-USA-Standorts möglich gemacht. Die Marke Sterling wurde im Jahr 2009 in den USA eingestellt.